# Хал Флад
Хребетът Хал Флад (на английски: Hal Flood Range) е планински хребет в Западна Антарктида, Земя Мери Бърд, намиращ се на около 120 km южно от бреговете на Тихия океан. Простира се от запад на изток на протежение от 96 km и се състои от 3 масива, разположени по 76° ю.ш., между 132°30’ и 136° з.д. Най-високият от тях е изгасналият вулкан Берлин 3478 m (76°03′ ю. ш. 135°52′ з. д. / 76.05° ю. ш. 135.866667° з. д.), разположен в най-западната част на хребета. Източно от него е връх Моултън 2135 m, а в най-източната част – връх Берси 2779 m. Северно от Берси, под прав ъгъл е разположен меридионалния хребет Еймс (2997 m).
Хребетът Хал Флад е открит през ноември 1934 г. по време на разузнавателен полет на ръководителя на американската антарктическа експедиция Ричард Бърд, който наименува новооткрития хребет в чест на своя чичо Хенри Флад (1865 – 1921) сенатор от щата Вирджиния. По време на американската антарктическа експедиция 1939 – 41 г., ръководена отново от Ричард Бърд хребетът е заснет чрез аерофотоснимки, на базата на които е детайлно картиран.